# Deset Božjih zapovedi
Deset Božjih zapovedi ali Dekalog (dobesedno latinsko za Deset besed – po 2 Mz 34,28; 5 Mz 4,13 in 5 Mz 10,4) so pravila, po katerih naj bi se ravnalo človeštvo, da bi živelo v sožitju. Nastale so v Izraelskem ljudstvu kot del njihovega zakonika (postave), ki jim ga je posredoval Bog Jahve in zapisal prerok Mojzes v petih knjigah. Zapovedi predstavljajo povzetek nravnih predpisov Starozavezne postave. Obstajata dve različici zapovedi, prva v Drugi Mojzesovi knjigi v poglavju 20 in druga v 5. Mojzesovi knjigi v poglavju 5. Kot take so del Svetega pisma in predstavljajo še danes enega najpomembnejših svetopisemskih besedil, tako Stare kot Nove zaveze.

## Ozadje in nastanek
Po 430-letnem suženjstvu Izraelcev v Egiptovskem kraljestvu (do približno leta 1250 pr. n. št.) je Bog določil Mojzesa, da izpelje ljudstvo na svobodo, v smeri proti Palestini – tako imenovani Obljubljeni deželi. Da pa bi ljudstvo prispelo v rajsko deželo, kjer se cedita med in mleko, in jo vzelo v last za trajno, naj bi se tudi notranje osvobodilo raznih poganskih navad, ki so se jim sčasoma udomačile v Egiptu. S tem namenom Bog ni peljal svojega izvoljenega ljudstva po najkrajši poti po sredozemski obali, ampak čez puščavo Arabskega polotoka, kjer naj bi v neznani deželi in v navideznem pomanjkanju krepili zaupanje v Boga, in kjer bi jih Bog vzgojil, da bi živeli v medsebojnem spoštovanju in v skladu z njim tudi znali upravljati z dobrinami, ki jih čakajo. Potovanje, ki se je začelo s čudežnim prebegom čez Rdeče morje, se je na koncu zavleklo na celih 40 let.
Ljudstvo je nedolgo po začetku – v tretjem mesecu po izhodu – prispelo v Sinajsko puščavo ob vznožje gore Sinaj, imenovane tudi Horeb (2 Mz 19-20). Tu so prejeli Božje zakone, ki naj bi uravnavali vse njihovo življenje – versko, kulturno, politično in gospodarsko, da bi bilo dobro njim in njihovim sinovom vse dni in da si podaljšajo dneve na zemlji, ki jim jo daje Bog za vedno (5 Mz 4,39-40). Mojzes se je povzpel na goro, kjer se je srečal z Bogom, ljudstvo pa je čakalo spodaj. Ko je sestopil, je Bog sam spregovoril ljudstvu iz ognja, ki se je dvigal iz gore in iz katerega se je dvigal dim do sredine neba, ob bliskanju in grmenju, v temi in mraku, da bi se bali Boga in ne bi več grešili (2 Mz 20,18-23; 4 Mz 4,10-14; 5 Mz 4,33-36; 5 Mz 5,2-4). Bog jim je takrat sporočil Deset zapovedi – edine zakone, ki jim jih je sporočil osebno, saj so vsled dejstva, da jih je bilo na smrt strah, po tem prosili Mojzesa, naj on odslej govori z Bogom in jim posreduje nadaljnje zakone. Mojzes je torej šel proti temnemu oblaku, v katerem je bil Bog, in prejel nove zakone, ki jih je ob vrnitvi sporočil ljudstvu in jih tudi zapisal. Nato se je odpravil na goro za 40 dni in 40 noči in tam prejel posebej zakone o svetišču – shodnem šotoru in skrinji zaveze. Ob koncu bivanja na gori je od Boga prejel tudi dve kamniti tabli, na kateri je Bog lastnoročno na obe strani zapisal Deset zapovedi (2 Mz 24,12-18; 2 Mz 31,18; 2 Mz 32,15-16).
V tem času 40-ih dni je ljudstvo postalo nestrpno, saj so domnevali, da se je Mojzesu utegnilo na gori kaj zgoditi. Od Arona, Mojzesovega brata, so izprosili, da jim je ulil zlato tele, ki so ga nato častili, mu darovali daritve in plesali okrog njega kot novemu bogu, za katerim bodo odslej šli v nadaljevanju poti. Ko je Mojzes ob prihodu videl malikovanje in zabavo, se je razsrdil, saj so ljudje obljubili, da bodo spoštovali zakone, zato je tabli pred njihovimi očmi razbil, Levijevcem pa ukazal, naj pobijejo upornike, pri čemer je takrat umrlo 3000 mož. Nato je Bog Mojzesu ukazal, naj si iz kamna izklesa novi tabli in naredi skrinjo zaveze ter se s tablama povzpne na goro, da ju bo Bog ponovno popisal (2 Mz 34,1-4). Mojzes je ponovno na gori preživel 40 dni in 40 noči. Poleg nekaj zakonov, ki jih je Mojzes vse zapisal, je znova prejel od Boga tabli, popisani z Desetimi zapovedmi. Ko se je vrnil, ju je položil v skrinjo in ju v njej shranil (5 Mz 10,1-5).

## Nadaljnji razvoj Dekaloga
Razodetje dekaloga postavljamo na začetek izraelske zgodovine – v čas izhoda iz Egipta pod vodstvom Mojzesa, ki je Izraelu predal dekalog, napisan na dve kamniti plošči. Judovska in tudi krščanska tradicija sta dekalog oz. celotno Peteroknjižje zaradi tega pripisovali Mojzesu. 
Biblični strokovnjaki so si začeli konec 19. stol. postavljati različna vprašanja. Rojstvo znanstvene eksegeze v 19. stol. je pokazalo, da Pentatevh izvorno ni ena celota in da knjige ni mogel napisati Mojzes sam. Nekateri so avtorstvo dekaloga kljub vsemu postavljali v čas rodovno-plemenske družbe, saj naj bi dekalog izviral iz običajev in pravil družin ter rodov iz časa pred Mojzesom. Po tej teoriji naj bi bil Mojzes samo redaktor, ki je zapovedi zbral, jih postavil v jedrnato obliko in jih povezal z zavezo.
Med strokovnjaki velja danes prepričanje, da je sedanja oblika zapovedi plod dolgega zgodovinskega razvoja, pri čemer so posamezne stopnje med seboj povezane in jih ni mogoče empirično secirati. Zapovedi so bile v svoji prvotni obliki podvržene različnim revizijam in razširitvam. To je najlepše vidno v zapovedi spoštovanja sobote, kjer je zapoved razširjena z obsežnim komentarjem o stvarjenju. Vendar to ni edina razširitev, saj tudi nekatere druge zapovedi vsebujejo dodatne komentarje. Zgodovina sprememb je na najbolj svojevrsten način izražena v samem dejstvu, da se dekalog pojavi na dveh mestih v Svetem pismu.
Po skupnem mnenju strokovnjakov bila izvirna oblika sestavljena le iz prvotnih zapovedi, brez dopolnjujočih stavkov. To so bili kratki kategorični stavki, večinoma v negativni obliki. Rekonstrukcija originalne oblike naj bi se po mnenju M. Weinfelda in mnogih drugih glasila: 
1. Jaz sem GOSPOD tvoj Bog. Ne imej drugih bogov poleg mene!
2. Ne delaj si rezane podobe!
3. Ne izgovarjaj po nemarnem imena GOSPODA, svojega Boga!
4. Spominjaj se sobotnega dne!
5. Spoštuj očeta in mater!
6. Ne ubijaj!
7. Ne prešuštvuj!
8. Ne kradi!
9. Ne pričaj po krivem proti svojemu bližnjemu!
10. Ne želi hiše svojega bližnjega!
Prvotna oblika je najbolje ohranjena v prvi, šesti, sedmi, osmi in deveti zapovedi. Razlaga, opravičilo in obljube, povezane z drugo, četrto in peto zapovedjo, in naštevanje stvari, po katerih ne smemo hlepeti v povezavi z deseto zapovedjo, pa naj bi bili rezultat kasnejših redakcij. 
Prvotne zapovedi naj bi nastale v obdobju pred Ozejem (Oz 4,1; Jer 7,9), zapovedi, kakor jih poznamo danes, pa z največjo gotovostjo lahko pripišemo obdobju Babilonskega suženjstva (587−530 pr. Kr.) ali stoletju po njem. Krajše zapovedi so najbližje originalni obliki. Daljše kot so, večkrat so jih morali dopolniti in oblikovati, zaradi nerazumevanja oz. nejasnosti. 

## Trajne vrednote Dekaloga
Dekalog ni samo niz prepovedi, ampak temelji na vrednotah. Vsebuje vse sestavine, ki so potrebne za utemeljitev uravnovešenega moralnega razmišljanja, primernega tudi za naš čas.  
Prepoved je sama na sebi osredotočena le na ravnanje, ki se ga je treba izogniti, in v najboljšem primeru spodbuja moralo zasilne zavore (prešuštva se je na primer mogoče izogniti, če se vzdržimo dvorjenja ženi nekoga drugega). Pozitivna zapoved se po drugi strani lahko zadovolji le s posamičnim dejanjem ali ravnanjem, s katerim se ohranja mirno vest in v najboljšem primeru spodbuja minimalno moralo (nekdo na primer misli, da spoštuje soboto, če bogočastju nameni eno uro tedensko). Prizadevanje za vrednoto pa nasprotno ustreza trajno odprtemu gradbišču, kjer nikoli ni moč prispeti do cilja in je človek poklican k nenehnemu doseganju nečesa več.
Posamezne zapovedi temeljijo na naslednjih vrednotah: 1. Absolutni Bog, 2. versko spoštovanje, 3. čas, 4. družina, 5. življenje, 6. trdnost zveze med možem in ženo, 7. svoboda, 8. ugled, 9. hiša in pripadajoči člani ter 10. hiša in pripadajoče gmotne dobrine. Vsaka izmed navedenih vrednot odpira »program« za vseživljenjsko rast na moralnem področju. 
Tri navpične vrednote (zadevajo odnose med človeško osebo in Bogom):
1. častiti samo edinega Absolutnega;
2. spoštovati navzočnost in poslanstvo Boga v svetu (kar 
simbolizira pojem »ime«);
3. ovrednotiti razsežnost svetosti časa.
Sedem vodoravnih vrednot (zadevajo odnose med ljudmi):
1. spoštovati družino;
2. pospeševati pravico do življenja;
3. vzdrževati zakonsko zvezo moža in žene;
4. braniti pravico vsakogar, da vsi spoštujejo njegovo svobodo in dostojanstvo;
5. ohranjati ugled drugih ljudi;
6. spoštovati osebe (pripadnike določeni hiši, družini,
podjetju);
7. pustiti bližnjemu njegove gmotne dobrine.
Z analizo desetih vrednot, vsebovanih v dekalogu, lahko opazimo, kako te sledijo sestopajočemu redu (od prednostne vrednote k manj pomembnim), kjer je Bog na prvem mestu, gmotne stvari pa na zadnjem; znotraj človeških odnosov pa najdemo na začetku seznama družino, življenje in trdnost zakona.

## Krščanska razlaga Desetih Božjih zapovedi[5][6]
Prva zapoved: Veruj v enega Boga!
Vera pomeni priznavati Boga kot Gospoda vsega, kar obstaja; izkazovati mu dolžno češčenje, tako individualno, posamezno kot občestveno; moliti ga z izrazi hvaljenja, zahvaljevanja in prošnje; darovati mu daritve, zlasti duhovno daritev svojega življenja v zedinjenju s popolno Kristusovo daritvijo; spolnjevati obljube in zaobljube, dane Bogu.
Ta zapoved prepoveduje
·  mnogoboštvo in malikovanje, ki pobožuje kako ustvarjeno bitje, oblast, denar, celo hudobnega duha;
·  praznoverje, ki je zabloda češčenja, ki ga izkazujemo pravemu Bogu, in se izraža tudi v različnih oblikah vedeževanja, čaranja (magije), vražarstva in spiritizma (klicanja duhov); 
·  nebogovdanost, ki se izraža v skušanju Boga z besedami ali dejanji; v bogoskrunstvu, ki onečašča osebe ali svete stvari, zlasti evharistijo; v simoniji, ki hoče kupovati ali prodajati duhovne stvarnosti;
·  ateizem, ki zametava obstoj Boga in se pogosto opira na napačno pojmovanje človekove samostojnosti;
·  agnosticizem, po katerem ni mogoče nič vedeti o Bogu in vsebuje brezbrižnost in praktični ateizem.
V Stari zavezi je bilo s to zapovedjo prepovedano upodabljanje absolutno transcendentnega (vse presegajočega) Boga. 
Druga zapoved: Ne skruni Božjega imena!
Sveto Božje ime spoštujemo s klicanjem, blagoslavljanjem, hvaljenjem in poveličevanjem. Treba se je torej izogibati zlorabe sklicevanja na Božje ime, da bi opravičili zločin, in vsakega neprimernega uporabljanja njegovega imena, kot so bogokletje, ki je samo po sebi velik greh; kletvice in nezvestobe obljubam, narejenim v Božjem imenu.
Sem spada tudi prepoved krive prisege, ki pomeni pod prisego napraviti obljubo, ki je nimaš namena izpolniti, ali prelomiti obljubo, narejeno s prisego. Je težek greh proti Bogu, ki je vedno zvest svojim obljubam. Zanj je žalitev, ker Boga samega kličeš kot pričo tvoji prisegi in ko krivo prisegaš verjameš, da Bog ne pozna vse resnice ali da ljubi laž.
Tretja zapoved: Posvečuj Gospodov dan!
Na ta dan je Bog pri stvarjenju sveta počival, zato je namenjen počitku (2 Mz 20). Prav tako pa se spominjamo osvoboditve Izraela iz egiptovske sužnosti in zaveze, ki jo je Bog sklenil s svojim ljudstvom (5 Mz 5). 
Do Jezusa je za Gospodov dan veljala sobota, potem pa se je spremenilo na nedeljo, ker je nedelja dan Kristusovega vstajenja. Kristjani posvečujejo nedeljo in druge zapovedane praznike z udeležbo pri evharistiji. Vzdržijo se tudi tistih dejavnosti, ki ovirajo bogočastje, Gospodovemu dnevu lastno veselje ter duhu in telesu primeren oddih. Dovoljene so dejavnosti, povezane z družinskimi potrebami ali službe velike družbene koristi.
Četrta zapoved: Spoštuj očeta in mater, da boš dolgo živel in ti bo dobro na zemlji!
Četrta zapoved zahteva, da izkazujemo čast in spoštujemo svoje starše in tiste, ki jim je Bog v naš blagor podelil oblast. Otroci dolgujejo staršem spoštovanje (otroško vdanost), hvaležnost, učljivost in pokorščino. Tako prispevajo, tudi z dobrimi odnosi med brati in sestrami, k rasti harmonije in svetosti vsega družinskega življenja. Če bi se starši znašli v položaju pomanjkanja, bolezni, osamljenosti ali starosti, so jim odrasli otroci dolžni moralno in gmotno pomagati.
Starši pa so prvi odgovorni za vzgojo svojih otrok in prvi oznanjevalci vere. Dolžnost imajo ljubiti in spoštovati otroke kot osebe in kot Božje otroke. Kolikor je mogoče, se morajo zavzemati za njihove telesne in duhovne potrebe, izbrati zanje primerno šolo ter jim pomagati s pametnimi nasveti pri izbiri poklica in življenjskega stanu. Prav posebej imajo poslanstvo vzgajati jih v krščanski veri z zgledom, molitvijo, družinsko katehezo in udeležbo pri cerkvenem življenju. 
Peta zapoved: Ne ubijaj!
Človeško življenje je treba spoštovati, ker je sveto. Od vsega začetka vključuje stvariteljsko božje dejanje in ostane za zmeraj v posebnem razmerju do svojega Stvarnika, svojega edinega cilja. Nikomur ni dovoljeno neposredno uničiti nedolžnega človeškega bitja, saj to hudo nasprotuje dostojanstvu osebe in Stvarnikovi svetosti.
Pri tem se izključuje zakonita obramba oseb in družbe, ker gre v sili za odločitev braniti se in za vrednotenje pravice do življenja, tako svojega kakor drugih, in ne za odločitev ubijati. Zakonita obramba v sili je lahko resna dolžnost tistega, ki je odgovoren za življenje drugih. Seveda pa ne sme vključevati uporabe večje sile, kakor je potrebno. 
Peta zapoved prepoveduje, kar hudo nasprotuje moralni postavi:
· neposreden in nameren uboj in sodelovanje pri njem;
· direkten splav, hoten kot cilj in kot sredstvo, kakor tudi sodelovanje pri njem, pri katoličani nakoplje kazen izobčenja iz Cerkve, ker je treba človeško življenje spoštovati in ščititi brezpogojno v njegovi neokrnjenosti od trenutka spočetja dalje;
·direktno evtanazijo, ki obstaja v tem, da z dejanjem ali z opustitvijo dolžnega dejanja napravi konec življenja prizadetih, bolnih ali umirajočih oseb;
· samomor in prostovoljno sodelovanje pri njem, kolikor je huda žalitev pravične ljubezni Boga, samega sebe in bližnjega. Kar se tiče odgovornosti, more biti povečana zaradi pohujšanja, more pa biti tudi zmanjšana zaradi posebno hudih psihičnih motenj ali velikega strahu 
Šesta zapoved: Ne nečistuj!
Bog je ustvaril človeka kot moža in ženo z enakim osebnim dostojanstvom in vpisal vanj poklicanost k ljubezni in občestvu.Vsak človek je poklican, da sprejme svojo spolno identiteto jo vključi v svoje življenje.
Spolnost postane resnično človeška, kadar je izraz pristne ljubezni in medsebojne podaritve dveh oseb. Čistost je uspela integracija spolnosti v življenje posamezne osebe in ne pomeni nujno vzdržnosti oz. zavračanje spolnosti. Pomeni pa sposobnost obvladovanja samega sebe in odgovorno uporabo svobode.
Grehi, ki nasprotujejo čistosti, so: 
prešuštvo, masturbacija (samozadovoljevanje), pornografija, prostitucija, posilstvo, homoseksualna dejanja. Če so zagrešeni nad mladoletnimi, so takšna dejanja še hujša, ker so napad na njihovo fizično in nravstveno integriteto (neokrnjenost).
Sedma zapoved: Ne kradi!
Sedma zapoved zagovarja univerzalno namembnost in razdelitev skupnih dobrin, zasebno lastnino ter spoštovanje oseb, njihovih dobrin in neokrnjenosti stvarstva. Katoliška Cerkev vidi v tej zapovedi utemeljen svoj družbeni nauk, ki obsega pravilno ravnanje v gospodarstvu in družbenem življenju ter pravico in dolžnost človeškega dela, pravičnost in solidarnost med narodi ter ljubezen do ubogih.
Sedma zapoved ukazuje spoštovanje tuje dobrine s tem, da izvršujemo dela pravičnosti in ljubezni, zmernosti in solidarnosti. Prav posebej ta zapoved zahteva spoštovanje danih obljub in sklenjenih pogodb; popravo storjene krivice in vrnitev krivično prisvojenega; spoštovanje neokrnjenosti stvarstva, tako da pametno in zmerno uporabljamo zaklade zemlje, rastline in živali po vsem svetu, s posebno pozornostjo do vrst, ki jim grozi izumrtje.
Prepoveduje predvsem tatvino, ki je samovoljna prilastitev dobrine koga drugega zoper upravičeno lastnikovo voljo. To se dogaja tudi z izplačevanjem nepravične plače; s špekuliranjem glede vrednosti dobrin, da bi iz njih potegnili dobiček na škodo drugih; s ponarejanjem čekov in računov. Dalje prepoveduje utajo davkov in trgovske prevare, prostovoljno povzročanje škode pri zasebni ali javni lastnini. Prepoveduje tudi oderuštvo, korupcijo, zasebno zlorabo družbenih dobrin, nalašč slabo izvršena dela kakor tudi razsipnost. 
Osma zapoved: Ne pričaj po krivem!
Vsak človek je poklican k iskrenosti in resnicoljubnosti v ravnanju in govorjenju. Vsakdo ima dolžnost iskati resnico in se je oklepati ter vse svoje življenje uravnavati po zahtevah resnice. V Jezusu Kristusu se je v celoti razodela resnica Boga: on je Resnica. Kdor hodi za njim, živi v Duhu resnice in se varuje dvoličnosti, pretvarjanja in hinavščine.
Osma zapoved prepoveduje:
·  krivo pričevanje, krivo prisego, laž, katere teža se meri v skladu z resnico, ki jo laž popači, v skladu z okoliščinami in nameni tistega, ki jo zagreši, v skladu s škodo, ki jo utrpijo žrtve;
· predrzno sodbo, opravljanje, obrekovanje, ki zmanjšajo ali škodujejo dobremu imenu in časti, do katere ima človek pravico;
· laskanje, prilizovanje ali dobrikanje, zlasti če so povod za težke grehe ali za dosego nedovoljenih ugodnosti 
Deveta zapoved: Ne želi svojega bližnjega žene!
Deveta zapoved ukazuje, da premagujemo mesena poželenja v mislih in željah. Boj zoper meseno poželenje gre prek očiščevanja srca in kreposti zmernosti. Prepoveduje gojiti misli in želje glede dejanj, ki jih prepoveduje šesta zapoved.
Čistost zahteva sramežljivost. Varuje človekovo intimnost, izraža tankočutnost za čistost ter vodi poglede in kretnje tako, da se skladajo z dostojanstvom osebe in njihove povezanosti.
Deseta zapoved: Ne želi svojega bližnjega blaga!
Ta zapoved dopolnjuje prejšnjo in zahteva notranji odnos spoštovanja do tuje lastnine. Prepoveduje lakomnost, neurejeno pohlepnost po tujih dobrinah in nevoščljivost, ki je v tem, da je človek žalosten, če se drugemu godi dobro, ter brez mere hrepeni po tem, da bi si prilastil njegovo lastnino. 

## Besedilo

### Sveto pismo
| 2 Mz 20,2-17 | 5 Mz 5,6-21 |
| --- | --- |
| 1. Jaz sem Gospod, tvoj Bog, ki sem te izpeljal iz egiptovske dežele, iz hiše sužnosti. Ne imej drugih bogov poleg mene! 2. Ne delaj si rezane podobe in ničesar, kar bi imelo obliko tega, kar je zgoraj na nebu, spodaj na zemlji ali v vodah pod zemljo! Ne priklanjaj se jim in jim ne služi, kajti jaz, Gospod, tvoj Bog, sem ljubosumen Bog, ki obiskujem krivdo očetov na sinovih, na tretjih in na četrtih, tistih, ki me sovražijo, toda izkazujem dobroto tisočem, tistim, ki me ljubijo in izpolnjujejo moje zapovedi. 3. Ne izgovarjaj po nemarnem imena Gospoda, svojega Boga, kajti Gospod ne bo pustil brez kazni tistega, ki po nemarnem izgovarja njegovo ime! 4. Spominjaj se sobotnega dne in ga posvečuj! Šest dni delaj in opravljaj vsa svoja dela, sedmi dan pa je sobota za Gospoda, tvojega Boga: ne opravljaj nobenega dela, ne ti ne tvoj sin ne hči ne hlapec ne dekla ne živina ne tujec, ki biva znotraj tvojih vrat! Kajti v šestih dneh je Gospod naredil nebo in zemljo, morje in vse, kar je v njih, sedmi dan pa je počival. Zato je Gospod blagoslovil sobotni dan in ga posvetil. 5. Spoštuj očeta in mater, da se podaljšajo tvoji dnevi na zemlji, ki ti jo daje Gospod, tvoj Bog! 6. Ne ubijaj! 7. Ne prešuštvuj! 8. Ne kradi! 9. Ne pričaj po krivem proti svojemu bližnjemu! 10. Ne žêli hiše svojega bližnjega! Ne žêli žene svojega bližnjega ne njegovega hlapca in dekle, ne njegovega vola in osla, ne česar koli, kar pripada tvojemu bližnjemu! | 1. Jaz sem Gospod, tvoj Bog, ki sem te izpeljal iz egiptovske dežele, iz hiše sužnosti. Ne imej drugih bogov poleg mene! 2. Ne delaj si rezane podobe, ničesar, kar bi imelo obliko tega, kar je zgoraj na nebu, spodaj na zemlji ali v vodah pod zemljo! Ne priklanjaj se jim in jim ne služi, kajti jaz, Gospod, tvoj Bog, sem ljubosumen Bog, ki obiskujem krivdo očetov na sinovih in na tretjih in na četrtih, tistih, ki me sovražijo, toda izkazujem dobroto tisočem, tistim, ki me ljubijo in izpolnjujejo moje zapovedi. 3. Ne izgovarjaj po nemarnem imena Gospoda, svojega Boga! Kajti Gospod ne bo pustil brez kazni tistega, ki po nemarnem izgovarja njegovo ime. 4. Pazi na sobotni dan in ga posvečuj, kakor je zapovedal Gospod, tvoj Bog! Šest dni delaj in opravljaj vsa svoja dela, sedmi dan pa je sobota za Gospoda, tvojega Boga: ne opravljaj nobenega dela, ne ti ne tvoj sin ne hči ne hlapec ne dekla ne tvoj vol ne osel ne katero tvoje živinče ne tujec, ki biva znotraj tvojih vrat, da si odpočijeta tvoj hlapec in tvoja dekla kakor ti. Spominjaj se, da si bil suženj v egiptovski deželi in te je Gospod, tvoj Bog, od tam izpeljal z močno roko in z iztegnjenim laktom! Zato ti je Gospod, tvoj Bog, zapovedal obhajati sobotni dan. 5. Spoštuj očeta in mater, kakor ti je zapovedal Gospod, tvoj Bog, da se podaljšajo tvoji dnevi in da ti bo dobro na zemlji, ki ti jo daje Gospod, tvoj Bog! 6. Ne ubijaj! 7. Ne prešuštvuj! 8. Ne kradi! 9. Ne pričaj po krivem proti svojemu bližnjemu! 10. Ne žêli žene svojega bližnjega! Ne bodi pohlepen po hiši svojega bližnjega, po njegovem polju, hlapcu, dekli, volu, oslu ali čemer koli, kar pripada tvojemu bližnjemu. |

### Katehetski obrazec
1. Veruj v enega Boga!
2. Ne skruni božjega imena!
3. Posvečuj Gospodov dan!
4. Spoštuj očeta in mater, da boš dolgo živel in ti bo dobro na zemlji!
5. Ne ubijaj!
6. Ne nečistuj!
7. Ne kradi!
8. Ne pričaj po krivem!
9. Ne želi svojega bližnjega žene!
10. Ne želi svojega bližnjega blaga![7]

## Struktura
Sveti Avguštin je Deset zapovedi zaradi dejstva, da predstavljajo jedro judovskih zakonov oziroma njihov povzetek, primerjal z dvema najvišjima zapovedima, ki ju je Jezus izpostavil izmed vseh kot tisti najpomembnejši, ki zaobsegata vso Mojzesovo postavo in vse preroke (Mr 12,28-34):
1. Ljubi Gospoda, svojega Boga, iz vsega srca, iz vse duše, z vsem mišljenjem in z vso močjo (5 Mz 6,5).
2. Ljubi svojega bližnjega kakor samega sebe (3 Mz 19,18).

Analogno z njima je razčlenil, da prve tri zapovedi govorijo o ljubezni do Boga, ostalih sedem pa o ljubezni do bližnjega. Po tem redu, je menil, so bile zapovedi tudi razporejene in zapisane na dveh tablah.
Zapovedi že po zunanjih značilnostih predpostavljajo, da pripada prednostna ljubezen Bogu, saj so tiste, ki se nanašajo nanj, navedene najprej in tudi obsegajo večino, to je dve tretjini besedila.
Novozavezno vzporednico s sinajsko postavo predstavlja Jezusov Govor na gori, v katerem je Jezus prišel postavo izpopolnit. Kakor se sinajska postava pričenja z Desetimi zapovedmi, tako se »nova postava« iz govora začenja z blagri, ki jih je devet in ki jih je moč vzporediti z Desetimi zapovedmi, ob predpostavki, da zadnji blagor o sreči spričo trojnega gorja (zasramovanje, preganjanje in lažnivo govorjenje) predstavlja posledico kršenja zadnjih dveh od desetih zapovedi, ki vsebujeta trojni »ne želi si« (žene, hiše – ta predstavlja nepremičnine, in ostalih stvari, ki predstavljajo premičnine).